# 2014~2015년 남태평양 사이클론
2014~2015년 남태평양 사이클론 (2014~2015 South Pacific cyclone season)은 남태평양에서 2014년 7월부터 2015년 6월까지 발생한 사이클론들의 활동에 대해 기록한 문서이다. 남태평양 사이클론은 주로 11월 1일부터 이듬해 4월 30일 사이에 발생한다. 11월 21일 제1호 열대요란의 발생을 시작으로, 2015년 6월 30일 현재 17개의 열대요란, 8개의 열대저기압이 발생하였다.

## 활동한 사이클론

### 제11호 강한 사이클론 팜
2015년 3월 13일, 팜 사이클론이 바누아투를 말 그대로 직격으로 관통해 서민들의 집 대부분이 무너져버려 길거리에 나앉게 되자 UN에 구호요청을 보냈다.

### 그 외
사이클론으로 발달하지 못한 열대 저기압
- 제1호 열대저기압 (1003 hPa) - 2014년 11월 21일 ~ 2014년 11월 26일
- 제2호 열대요란 (1007 hPa) - 2014년 12월 16일 ~ 2014년 12월 17일
- 제3호 열대저기압 (30 kt, 998 hPa) - 2014년 12월 20일 ~ 2014년 12월 26일
- 제4호 열대저기압 (1000 hPa) - 2014년 12월 21일 ~ 2014년 12월 24일
- 제5호 열대저기압 (1000 hPa) - 2014년 12월 23일 ~ 2014년 12월 29일
- 제8호 열대요란 (1000 hPa) - 2015년 1월 27일 ~ 2015년 1월 30일
- 제10호 열대요란 (1001 hPa) - 2015년 2월 2일 ~ 2015년 2월 4일

## 같이 보기
- 2014년 태풍, 2015년 태풍
- 2014년 동태평양 허리케인, 2015년 동태평양 허리케인
- 2014~2015년 남서인도양 사이클론
- 2014~2015년 오스트레일리아 근해 사이클론